# Entre Rios (kommun i Brasilien, Bahia, lat -12,07, long -38,03)
Entre Rios är en kommun i Brasilien.   Den ligger i delstaten Bahia, i den östra delen av landet, 1 100 km öster om huvudstaden Brasília. Antalet invånare är 39 883.
Följande samhällen finns i Entre Rios:
- Entre Rios

I omgivningarna runt Entre Rios växer i huvudsak städsegrön lövskog. Runt Entre Rios är det ganska glesbefolkat, med 23 invånare per kvadratkilometer.